# Vermileo nigriventris
Vermileo nigriventris is een vliegensoort uit de familie van de Vermileonidae. De wetenschappelijke naam van de soort is voor het eerst geldig gepubliceerd in 1906 door Strobl.